# Рака (покрајина)
Рака (арап. مُحافظة الرقة - Muḥāfaẓat ar-Raqqah) је покрајина на сјеверу Сирије. Покрајина се на западу граничи са покрајинама Алеп и Хама, на југу са покрајином Хомс, на истоку са покрајинама Дајр ез Заур и Хасака, а на сјеверу се налази државна граница са Турском. Административно сједиште покрајине је град Рака.
Други већи градови су Саура и Тел Абјад.

## Окрузи покрајине
Окрузи носе имена по својим својим административним сједиштима, а покрајина Рака их има 3 и то су:
- Рака
- Саура
- Тел Абјад